# Hrvatska športska sloga
Hrvatska športska sloga je bila vrhovno športsko tijelo Banovine Hrvatske. Unutar ove ustanove hrvatski su se športski dužnosnici i uglednici borili da bi osamostalili i odvojili hrvatski šport iz jugoslavenskih stega.
Djelovala je od 13. i 14. svibnja 1939. godine, nakon izdvajanja hrvatski nogometnih klubova iz Jugoslavenskog nogometnog saveza. Predsjednikom ovog tijela bio je Juraj Krnjević, a tajnici Ivo Šuste i Josip Horvat. HŠS je organizirala brojne lokalne, nacionalne i međunarodne športske priredbe. Planiralo se organizirati kongrese hrvatskog športa, hrvatske športske igre gdje bi sudjelovali Hrvati iz iseljeništva. Hrvatski su nogometni krugovi u HŠS-u namjeravali organizirati hrvatski nogometni kup. Iz okrilja Sloge 6. kolovoza 1939. osamostalio se Hrvatski nogometni savez, koji je organizirao Prvenstvo Banovine Hrvatske u nogometu 1940./41.
Djelovala je do 7. svibnja 1941. godine. Novom organizacijom športa u NDH ova organizacija je ukinuta.